# Уходящая жизнь
«Уходящая жизнь» (англ. Leave of Absence) — американский телефильм 1994 года.

## Сюжет
Сэм и Элиза прожили в браке уже больше двадцати лет, у них взрослая дочь. Но вот супруг, работающий архитектором, влюбляется в другую женщину, немолодую и не совсем обычную, по имени Нелл. Сэм становится как бы на распутье: новые чувства, с одной стороны, и преданность жене, с другой. Не в силах выбрать, он рассказывает всё Элизе, не зная ещё, что Нелл смертельно больна, и жить ей осталось только три месяца.

## В ролях
- Брайан Деннехи — Сэм
- Жаклин Биссет — Нелл
- Блайт Даннер — Элиза
- Полли Берген
- Ноэль Паркер — Зоуи
- Джессика Уолтер — Бесс
- Тим Лонибос — Дэвид Сью

## Номинация
| Год  | Премия                                            | Категория                                          | Имя              | Результат |
| ---- | ------------------------------------------------- | -------------------------------------------------- | ---------------- | --------- |
| 1995 | Премия Ассоциации американских монтажёров «Eddie» | Лучший монтаж фильма для коммерческого телевидения | Чарльз Борнстейн | Номинация |